# Halleneuropameisterschaften im Bogenschießen 2015
Die Halleneuropameisterschaften im Bogenschießen 2015 wurden vom 24. bis 28. Februar in der Arena Bonifika im slowenischen Koper ausgetragen.

## Ergebnisse

### Recurvebogen
| Disziplin         | Gold                                                                  | Silber                                                           | Bronze                                                           |
| ----------------- | --------------------------------------------------------------------- | ---------------------------------------------------------------- | ---------------------------------------------------------------- |
| Männer Einzel     | Heorhij Iwanyzkyj                                                     | Massimiliano Mandia                                              | Felix Wieser                                                     |
| Frauen Einzel     | Veronika Haidn-Tschalova                                              | Chatuna Narimanidse                                              | Lisa Unruh                                                       |
| Männer Mannschaft | Niederlande Rick van der Ven Jan van Tongeren Sjef van den Berg       | Italien Massimiliano Mandia Matteo Fissore Marco Morello         | Russland Alexander Koschin Bair Zybekdorschijew Alexei Nikolajew |
| Frauen Mannschaft | Deutschland Veronika Haidn-Tschalova Kristina Heigenhauser Lisa Unruh | Georgien Chatuna Narimanidse Iulia Lobschanidse Kristine Essebua | Italien Manuela Mercuri Chiara Rebagliati Giulia Mammi           |

### Compoundbogen
| Disziplin         | Gold                                                         | Silber                                                                | Bronze                                                                            |
| ----------------- | ------------------------------------------------------------ | --------------------------------------------------------------------- | --------------------------------------------------------------------------------- |
| Männer Einzel     | Sergio Pagni                                                 | Stephan Hansen                                                        | Mike Schloesser                                                                   |
| Frauen Einzel     | Sarah Prieels                                                | Natalja Awdejewa                                                      | Anastasia Anastasio                                                               |
| Männer Mannschaft | Niederlande Mike Schloesser Peter Elzinga Ruben Bleyendaal   | Frankreich Sébastien Peineau Sébastien Brasseur Pierre-Julien Deloche | Dänemark Stephan Hansen Andreas Darum Martin Damsbo                               |
| Frauen Mannschaft | Russland Natalja Awdejewa Marija Winogradowa Albina Loginowa | Italien Anastasia Anastasio Marcella Tonioli Viviana Spano            | Niederlande Inge van Caspel Martine Stas-Couwenberg Ingeborg Enthoven-Mokkenstorm |

## Medaillenspiegel
| Platz  | Land        | Gold | Silber | Bronze | Gesamt |
| ------ | ----------- | ---- | ------ | ------ | ------ |
| 1      | Deutschland | 2    | –      | 2      | 4      |
| 1      | Niederlande | 2    | –      | 2      | 4      |
| 3      | Italien     | 1    | 3      | 2      | 6      |
| 4      | Russland    | 1    | 1      | 1      | 3      |
| 5      | Belgien     | 1    | –      | –      | 1      |
| 5      | Ukraine     | 1    | –      | –      | 1      |
| 7      | Georgien    | –    | 2      | –      | 2      |
| 8      | Dänemark    | –    | 1      | 1      | 2      |
| 9      | Frankreich  | –    | 1      | –      | 1      |
| Gesamt | Gesamt      | 8    | 8      | 8      | 24     |